# Hendrik van Veldeke
Hendrik van Veldeke, o He(y)nric van Veldeken, in tedesco Heinrich von Veldeke (Veldeke, 1150 circa – dopo il 1184), è stato un poeta fiammingo, il primo poeta dei Paesi Bassi che conosciamo con il suo nome e che scrisse in una lingua europea, invece che in latino.

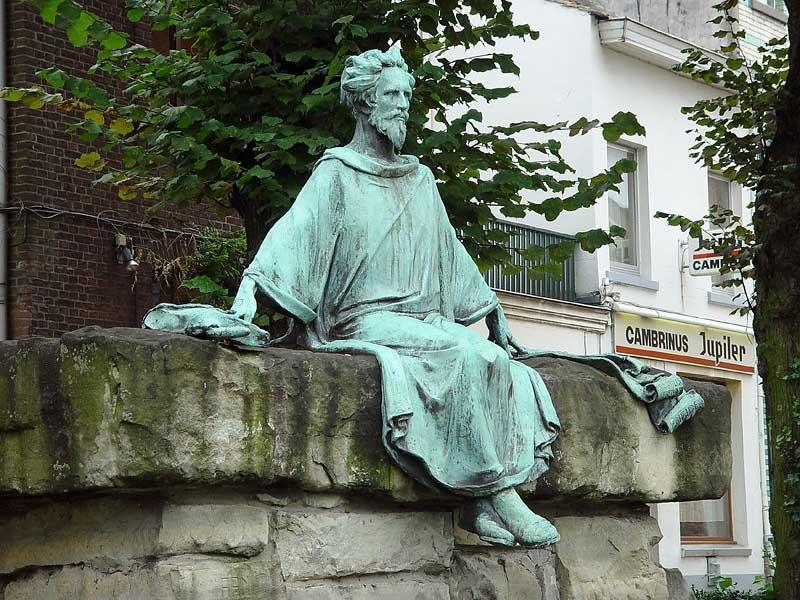
Monumento a Van Veldeke, Hasselt.

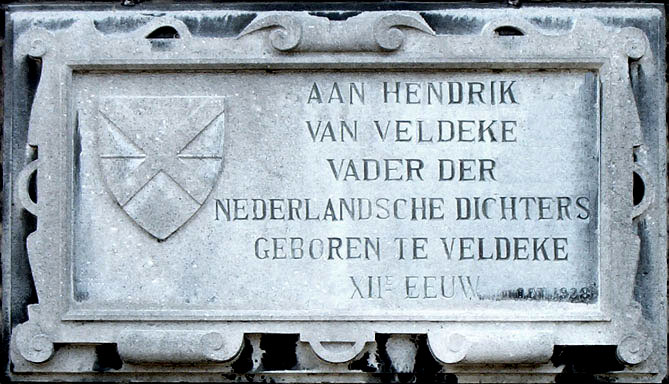
Iscrizione su lastra di pietra presso il mulino Veldeke nel villaggio di Spalbeek (Hasselt, Belgio)

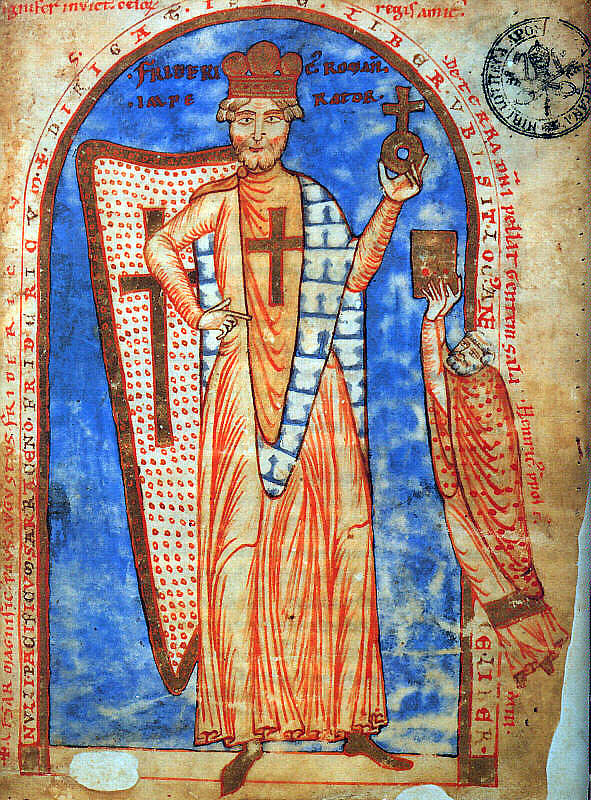
L'imperatore Federico Barbarossa

Nacque a Veldeke, un villaggio nel territorio di Spalbeek, che dal 1977 è un comune di Hasselt, in Belgio. Il Vel(de)kermolen, un mulino ad acqua sul fiume Demer, è tutto ciò che resta di quel villaggio.
Le date esatte della nascita e della morte non sono note. Deve essere nato intorno al 1150, perché fu attivo come letterato dal 1170. Certamente morì dopo il 1184, perché nella sua opera Eneas dice di essere stato presente alla cerimonia di corte che l'imperatore Federico Barbarossa organizzò a Magonza il giorno della Pentecoste di quell'anno. Inoltre deve essere morto prima che Wolfram von Eschenbach scrivesse il suo Parzival, opera completata tra il 1205 e il 1210: infatti in quell'opera Wolfram dice che Veldeke morì prematuramente. Probabilmente Valdeke apparteneva a una famiglia nobile. L'esistenza di una tale famiglia è menzionata in documenti del XIII secolo. Sicuramente ricevette un'educazione di alto livello: questo si deduce dal fatto che per le sue opere usò fonti latine.

## La vita di San Servazio
Veldeke scrisse la Vita di San Servazio, probabilmente la sua prima opera, per incarico di Hessel, sagrestano del capitolo di San Servazio a Maastricht, e di Agnese di Metz, contessa di Loon in quanto moglie di Luigi I di Loon.
L'opera si compone di due parti. La prima parte è una biografia (vita) di Servazio di Maastricht, il santo patrono di quella città, che morì probabilmente il 3 maggio del 384. Questa parte si può datare intorno al 1170. La seconda parte tratta dei miracoli di Servazio dopo la sua morte. Alcuni pensano che la seconda parte dell'opera sia stata scritta tra il 1174 e il 1185.
Servazio è un armeno che si reca in viaggio in Lorena e diventa vescovo di Tongeren. I cittadini di Tongeren, peccatori, si rivoltano contro di lui costringendolo a fuggire a Maastricht. Servazio si rende conto che Dio intende punire i cittadini di Tongeren inviando contro di loro Attila, allora si reca in pellegrinaggio a Roma e prega sulla tomba di Pietro per far cessare il flagello. Le sue preghiere restano inascoltate ma Pietro consegna a Servazio una chiave d'argento con cui potrà perdonare o punire i peccatori. Tutti i cittadini di Tongeren vengono uccisi ma Servazio li perdona e così alla fine tutti vanno in paradiso.
Maastricht era situata su un importante crocevia: la strada per Colonia a ovest, il fiume Mosa come asse nord-sud. All'epoca di Veldeke i canonici del capitolo di San Servazio facevano il possibile per attirare pellegrini alla tomba del santo. È in questo contesto che va collocata l'origine dell'opera di Veldeke su Servazio. Allo stesso periodo risalgono l'attuale chiesa di San Servazio e il reliquiario che contiene i resti del santo. In momenti di grandi sofferenza e disastri il reliquiario viene portato in processione per la città. Il Servazio di Veldeke è un libero adattamento dell'Actus Sancti Servatii di Jocundus (scritto tra il 1066 e il 1088) e la Vita Sancti Servatii, che indirettamente si ispira all'Actus. Il Servazio di Veldeke si è conservato interamente in un manoscritto del 1470 (Leiden, Universiteitsbibliotheek, BPL 1215). Inoltre diversi frammenti sono stati trovati in vari libri rilegati, tutti derivati da un manoscritto che forse fu scritto quando il poeta era ancora vivo (circa 1200).

## Il romanzo di Enea
L'opera più corposa di Veldeke è il Romanzo di Enea, che deriva da un romanzo in francese antico, il Roman d'Enéas, a sua volta ispirato all'Eneide di Virgilio. Veldeke lo scrisse in gran parte nel 1175. Come risulta dall'epilogo del suo Enea, Veldeke fece leggere l'opera alla contessa di Cleves quando aveva già completato i quattro quinti del romanzo. La contessa a sua volta lo fece leggere a una delle sue dame di compagnia. L'opera fu rubata e fu restituita a Valdeke solo nel 1184 dal conte palatino Herman di Turingia, che ordinò a Valdeke di completarlo. L'identità del ladro rimane sconosciuta. Alcuni pensano che fosse Hendrik Raspe, fratello di Herman di Turingia; altri pensano che il ladro fosse Heinrich von Schwarzburg. Quest'ultimo era un feudatario del langravio Luigi III di Turingia, fratello maggiore di Herman e anche fidanzato della contessa di Cleves.
L'Enea di Veldeke è il primo romanzo cortese scritto in una lingua germanica. Veldeke dedicò molta attenzione a temi quali l'amore cortese, le virtù cortesi (moderazione, autocontrollo, eloquenza...) e la bellezza della vita cortese. Nonostante i tragici eventi della storia raccontata (per esempio il suicidio di Didone e la morte di Pallante, compagno d'armi di Enea, e di molti altri eroi), il tono generale dell'opera è positivo. Per esempio, alla fine del romanzo Veldeke descrive con grande entusiasmo la festa delle nozze di Enea e Lavinia, quindi l'apoteosi del romanzo è la visione ottimistica dell'umanità e del mondo. Veldeke insiste anche nel confronto tra quelle nozze e la giornata a corte organizzata dall'imperatore Federico Barbarossa a Magonza nel 1184. Questo è uno degli argomenti usati più spesso per provare che Veldeke scriveva per l'entourage imperiale. Anche la scelta del tema può essere considerata in questo contesto. Dopo tutto, la storia di Enea è anche la storia della fondazione di Roma; gli imperatori germanici si consideravano eredi dell'Impero Romano. Le case reali medievali spesso avevano falsificato il loro albero genealogico in modo da farli risalire fino ai Troiani.
Il Romanzo di Enea si è conservato solo nelle versioni in alto tedesco medio, il che ha fatto sorgere un dibattito sulla lingua usata dall'autore: la questione è se la parte del romanzo che Veldeke mostrò alla contessa di Cleves fosse scritta originariamente in maaslandico o in alto tedesco medio. Germanisti come Otto Behaghel (nell'edizione del 1882), Theodor Frings e Gabriele Schieb (nella loro edizione del 1964-1970) credevano che Veldeke avesse scritto l'Enea nella sua lingua madre, il maaslandico. Essi hanno cercato di ricostruire la versione perduta, ma tale ricostruzione è considerata troppo ipotetica da molti filologi. Di solito le edizioni più accreditate sono l'edizione critica di Ludwig Etmüller (1852) o l'edizione diplomatica di Hans Fromm (1992) del manoscritto di Berlino, magnificamente illustrato (Berlin, Staatsbibliothek Preußischer Kulturbesitz, germ. fol. 282)
Secondo il germanista Thomas Klein (Bonn), Veldeke usava rime "neutre". Questo significa che Veldeke selezionava consapevolmente coppie di rime possibili sia in maaslandico sia alto tedesco medio. Wapen/slapen in maaslandico diventano wafen/slafen in alto tedesco medio; la coppia in rima jare/mare (maaslandico) diventa jâre/mære in alto tedesco medio. Secondo Klein, Veldeke applicò la stessa tecnica al suo Servatius. Sembra che Veldeke sperasse di arrivare a un pubblico più vasto possibile con il minimo sforzo possibile da parte dello scrittore.

## Poesia lirica
Si sono conservate circa trenta liriche romantiche di Veldeke. Veldeke perciò appartiene alla prima generazione di minnesanger che espressero in una lingua germanica la poesia cortese romantica. Rispetto ai suoi contemporanei, le sue liriche spiccano per umorismo e perfino ironia. A Veldeke piace anche giocare con i suoni e adatta la rima secondo il suo gusto. Veldeke ricorre alla descrizione convenzionale della natura (Natureingang) come apertura delle sue liriche e poi di solito le mette in parallelo o in contrasto - come nell'esempio qui sotto - con i sentimenti dell'amante:
Ez sint guotiu niuwe maere,
daz die vogel offenbaere
singent, dâ man bluomen siht.
zén zîten in dem jâre
stüende wol, daz man vrô waere,
leider des enbin ich niht:
Mîn tumbez herze mich verriet,
daz muoz unsanfte unde swaere
tragen daz leit, das mir beschiht. (MF I)
(È una buona nuova che gli uccelli cantino forte là dove si vedono i fiori. In questo momento dell'anno, si dovrebbe esser felici, ma ahimè, io non lo sono: il mio sciocco cuore mi ha tradito e deve adesso, triste e cupo, soffrire il dolore che mi hanno dato).
Una differenza rispetto al Romanzo di Enea e al Servazio è che nelle liriche Veldeke non usa rime neutre, perché questa tecnica limita drasticamente il numero di rime a disposizione del poeta. Vengono usate indifferentemente rime in alto tedesco medio e in maaslandico. Indubbiamente ciò è dovuto al fatto che lo schema ritmico nella lirica è più complicato rispetto alla rima baciata dei testi narrativi come il Servazio e il Romanzo di Enea: in una strofa occorre trovare più di due parole che fanno rima. Le liriche di Veldeke si sono conservate in tre manoscritti in alto tedesco medio risalenti alla fine del XIII secolo e all'inizio del XIV secolo: il Kleine Heidelberger Liederenhandschrift (Heidelberg, Universitätsbibliothek, Codex Palatinus Germanicus 357), il Weingartner Handschrift (Stuttgart, Württembergische Landesbibliothek, Codex HB XIII 1) e il Große Heidelberger Liederenhandschrift, più noto come Codex Manesse (Heidelberg, Universitätsbibliothek, Codex Palatinus Germanicus 848).

## Influenza
L'influenza di Hendrik van Veldeke sulla storia della letteratura tedesca è enorme. La prova di questo è che le sue liriche e il Romanzo di Enea si sono conservati solo in manoscritti in alto tedesco medio. Veldeke è citato come grande esempio da molti scrittori del XIII secolo (Wolfram von Eschenbach, Hartmann von Aue e Gottfried von Straßburg). La sua influenza sulla letteratura in medio tedesco sembra essere stata piuttosto limitata, a parte un'allusione, di difficile interpretazione, di Jacob van Maerlant.

## Veldeke oggi
Una statua del poeta è stata eretta a Maastricht e una a Hasselt. Inoltre in vari comuni ci sono strade, piazze, scuole e associazioni a lui intitolate. L'associazione provinciale che si occupa della cultura popolare del Limburg si chiama Veldeke. Nel 2007 è stata organizzata un'esposizione su Veldeke e il suo tempo.